# Landone III di Capua
Landone III di Capua (circa metà del IX secolo – 885) fu conte di Capua dall'882 all'884.

## Biografia
Landone era il figlio maggiore di Landenolfo, gastaldo di Teano e nipote di Landolfo I di Capua.
Nell'879, quando morì il conte-vescovo Landolfo II di Capua, i suoi nipoti inizialmente lavorarono per dividere la sua eredità; Landone ebbe Calino e Caiazzo e il figlio Landolfo, ancora adolescente, fu nominato vescovo di Capua.
Ma poco dopo suo cugino Pandenolfo, figlio di Pandone il Rapace, si impossessò di Capua, si proclamò conte e nominò suo fratello Landenolfo come vescovo. Pandenolfo riconobbe a Landone III il possesso di Caiazzo, ma iniziò uno scisma nella chiesa di Capua. Intervenne papa Giovanni VIII, che designò Landenolfo come legittimo vescovo, ma conferì a Landolfo il titolo di vescovo di Berelais, l'attuale Santa Maria Capua Vetere.
Landone iniziò a costruire una coalizione contro Pandenolfo. Si alleò con i suoi cugini, il deposto Landone II e Landolfo di Suessola, e con il principe Guaiferio di Salerno e lo stratego bizantino Gregorio.
Il duca Atanasio II di Napoli si alleò con Pandenolfo, ma dopo aver conquistato il territorio desiderato della Liburia, abbandonò il conte. Landone ed i suoi alleati inizialmente fecero tentativi di pace, ma poi presero Capua a tradimento ed esiliarono Pandenolfo e Landenolfo, sostituendoli con Landone III e con suo figlio.
Landone combatté con successo contro Landone II, che aveva sperato di riconquistare il potere, e con Atanasio, che voleva ulteriori guadagni nella contea di Capua; si alleò anche con Guido III di Spoleto contro suo fratello Atenolfo, che si era alleato con il gastaldo dei Marsi.
Parlando di questo episodio Erchemperto fornisce un'indicazione del personaggio di Landone, descrivendolo come troppo indolente persino per agire contro suo fratello, che stava facendo amicizia con il suo peggior nemico.
Landone morì nell'885 per cause naturali. Aveva sposato una figlia di Radelgardo di Benevento e sorella di Gaideris. Gli successe il fratello Landenolfo.